# Xenicus
Xenicus är ett fågelsläkte i familjen klippsmygar inom ordningen tättingar: Släktet omfattar två arter, varav en har dött ut i modern tid, som enbart förekommer i Nya Zeeland:
- Buskklippsmyg (X. longipes) – utdöd
- Bergklippsmyg (X. gilviventris)